# 東伍斯特 (紐約州)
東伍斯特（英語：East Worcester）是位於美國紐約州奧齊戈縣的普查規定居民點。

## 人口
根據2020年美國人口普查的數據，東伍斯特的面積為6.51平方千米，皆為陸地。當地共有人口327人，而人口密度為每平方千米50.23人。